# Dieter Ernst
Dieter Ernst (* 13. Februar 1949 in West-Berlin) ist ein deutscher Politiker (CDU) und Manager. Er war von 1996 bis 1999 Staatssekretär in der Berliner Senatsverwaltung für Wirtschaft und Betriebe und anschließend bis 2011 Manager in der Unternehmensgruppe Berliner Wasserbetriebe.

## Leben und Beruf
Nach dem Schulabschluss nahm Ernst 1968 ein Studium der Rechtswissenschaften und der Volkswirtschaftslehre auf. Dieses unterbrach er 1970 und war zwei Jahre lang hauptamtlicher Geschäftsführer des Deutschen Komitees der Internationalen Vereinigung der Studenten der Wirtschaftswissenschaften (AIESEC). Anschließend setzte er sein Studium der Rechtswissenschaften an der Freien Universität Berlin fort. Die juristischen Staatsexamina legte er 1974 bzw. 1977 ab. Von 1978 bis 1980 war er als Rechtsanwalt und wissenschaftlicher Mitarbeiter in Berlin tätig, anschließend bis 1985 Staatsanwalt beim Landgericht Berlin.
In den folgenden 14 Jahren nahm Ernst politische Ämter als Bezirksstadtrat bzw. Staatssekretär wahr. Von 1999 bis 2011 war Ernst als Manager bei der Unternehmensgruppe Berliner Wasserbetriebe tätig, zunächst als Vorstand bei der Berlinwasser Holding AG und Geschäftsführer der Berlinwasser International GmbH (bis 2002), danach bis Vorstandsvorsitzender der Berlinwasser International AG (bis 2011).
Dieter Ernst ist verheiratet und hat zwei Kinder.

## Politik
Ernst ist Mitglied der CDU. Von 1993 bis 1996 war er Generalsekretär der Berliner CDU.
Von 1985 bis 1987 war Ernst Bezirksstadtrat für Volksbildung, danach bis 1989 Bezirksbürgermeister des einstigen Berliner Bezirks Tiergarten. Von 1989 bis 1995 war er Bezirksstadtrat für Sozialwesen und stellvertretender Bezirksbürgermeister. Anschließend wechselte er als Staatssekretär in die zunächst von Elmar Pieroth und ab 1998 von Wolfgang Branoner geführte Senatsverwaltung für Wirtschaft und Betriebe. In diesem Amt verblieb er bis zu seiner Berufung in den Vorstand der Berlinwasser Holding im Jahr 1999.